# Tilloy-Floriville
Tilloy-Floriville är en kommun i departementet Somme i regionen Hauts-de-France i norra Frankrike. Kommunen ligger i kantonen Gamaches som tillhör arrondissementet Abbeville. År 2022 hade Tilloy-Floriville 361 invånare.

## Befolkningsutveckling
Antalet invånare i kommunen Tilloy-Floriville
| Referens: INSEE |